# Gonomyia (Leiponeura) acuspinosa
Gonomyia (Leiponeura) acuspinosa is een tweevleugelige uit de familie steltmuggen (Limoniidae). De soort komt voor in het Oriëntaals gebied.